# کورت ناخمان
کورت ناخمان (آلمانی: Kurt Nachmann؛ ۱۳ مه ۱۹۱۵ – ۴ مارس ۱۹۸۴) نویسنده، بازیگر، کارگردان اهل اتریش بود.
از فیلم‌هایی که وی در آن‌ها نقش داشته‌است، می‌توان به همه خانم‌های قلعه این کار را خیلی دوست دارند، قصر لذت، سوزان، خانم صاحبخانه لان، هوس‌ها، عطش شدید سه دختر سیری‌ناپذیر و خانم صاحبخانه هم روابط عاشقانه دارد اشاره نمود.